# 太田新井
太田新井（おおたあらい）は、埼玉県白岡市の地名（大字）。郵便番号は349-0225（久喜郵便局管区）。本項では同地域にかつて存在した南埼玉郡太田新井村（おおたあらいむら）についても記す。

## 地理
白岡市南東端に位置する。西で岡泉・彦兵衛、北で上野田・下野田、東で南埼玉郡宮代町逆井・金原および春日部市内牧、南でさいたま市岩槻区鹿室に接する。地内は主に大宮台地の慈恩寺支台（内牧台地）の北端に位置し、一部で住宅地も見られるが、主に耕地や水田などの農地である。

### 河川
- 隼人堀川
- 新堀排水路 - 大宮台地を暗渠や掘割で通過
- 黒沼用水

## 歴史

### 地名の由来
太田の庄で新しく開発された土地であることから。

### 沿革
- 幕末の時点では埼玉郡に属し、「旧高旧領取調帳」の記載によると明治初年時点では一橋徳川家領であった[4]。
- 1869年（明治2年） - このころ浦和県の管轄となる。
- 1871年（明治4年）11月13日（1871年12月24日） - 第1次府県統合により埼玉県の管轄となる。
- 1879年（明治12年）3月 - 前年に制定された郡区町村編制法の埼玉県での施行により南埼玉郡の所属となる。郡役所は岩槻町に設置。
- 1889年（明治22年）4月1日 - 町村制の施行に伴い太田新井村が単独で自治体を形成。後に日勝村となる9村で町村組合を結成。
- 1895年（明治27年）3月15日 - 町村組合を結成していた岡泉村・実ケ谷村・千駄野村・小久喜村・上野田村・下野田村・爪田ケ谷村・彦兵衛村と合併して日勝村が成立、その大字太田新井となる。自治体としては消滅。
- 1954年（昭和29年）9月1日 - 日勝村が篠津村および大山村の一部（大字下大崎、柴山、荒井新田）と合併して白岡町となり、その大字に継承。
- 2012年（平成24年）10月1日 - 白岡町が市制施行して白岡市となり、その大字に継承。

## 世帯数と人口
2023年（令和5年）7月1日現在の世帯数と人口は以下の通りである。
| 大字     | 世帯数  | 人口    |
| -------- | ------- | ------- |
| 太田新井 | 484世帯 | 1,072人 |

## 小・中学校の学区
市立小・中学校に通う場合、学区は以下の通りとなる。
| 番地 | 小学校             | 中学校             |
| ---- | ------------------ | ------------------ |
| 全域 | 白岡市立菁莪小学校 | 白岡市立菁莪中学校 |

## 交通
地内に鉄道は敷設されていない。

### 道路
- 埼玉県道78号春日部菖蒲線
- 埼玉県道65号さいたま幸手線
- 埼玉県道154号蓮田杉戸線

## 施設
- 太田神社
- 安楽寺
- 太田新井行政区集会所